# LATAM 카고 브라질

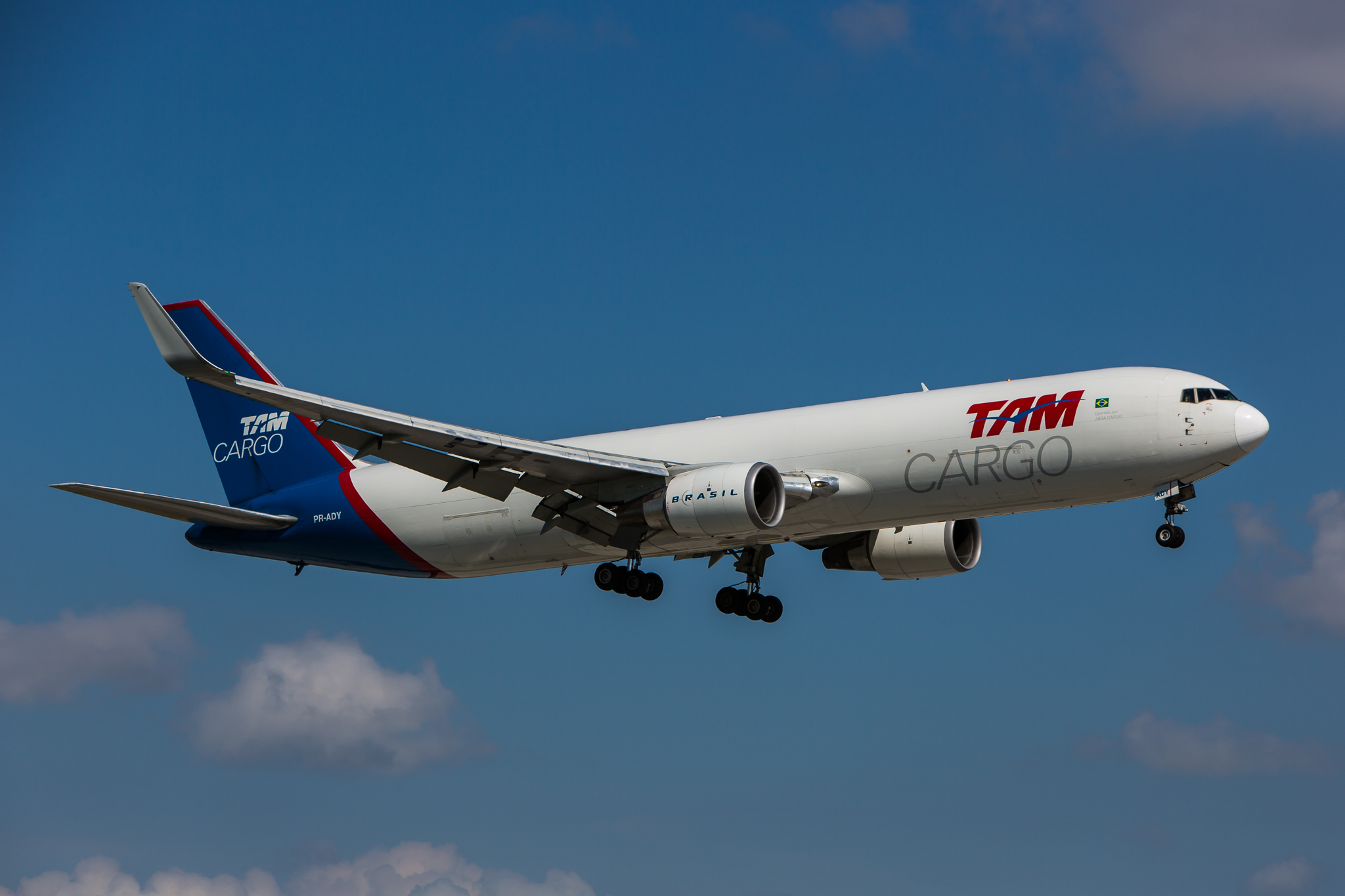
LATAM 카고 브라질의 보잉 767-300F

LATAM 카고 브라질(영어: LATAM Cargo Brasil)은 브라질의 물류 기업 겸 화물 항공사로 본사는 브라질 상파울루 콩고냐스 상파울루 공항에 위치해 있으며 1997년에 설립했다. 이 회사는 브라질을 비롯해 3,900개 이상의 해외 도시에 도달 하고 있으며 지상파 서비스의 경우 45개의 공항에서 화물 배달 항공편을 사용하고 있다.

## 같이 보기
- LATAM 칠레
- LATAM 항공 브라질
- LATAM 항공 그룹